# Rist (jordbruksredskap)

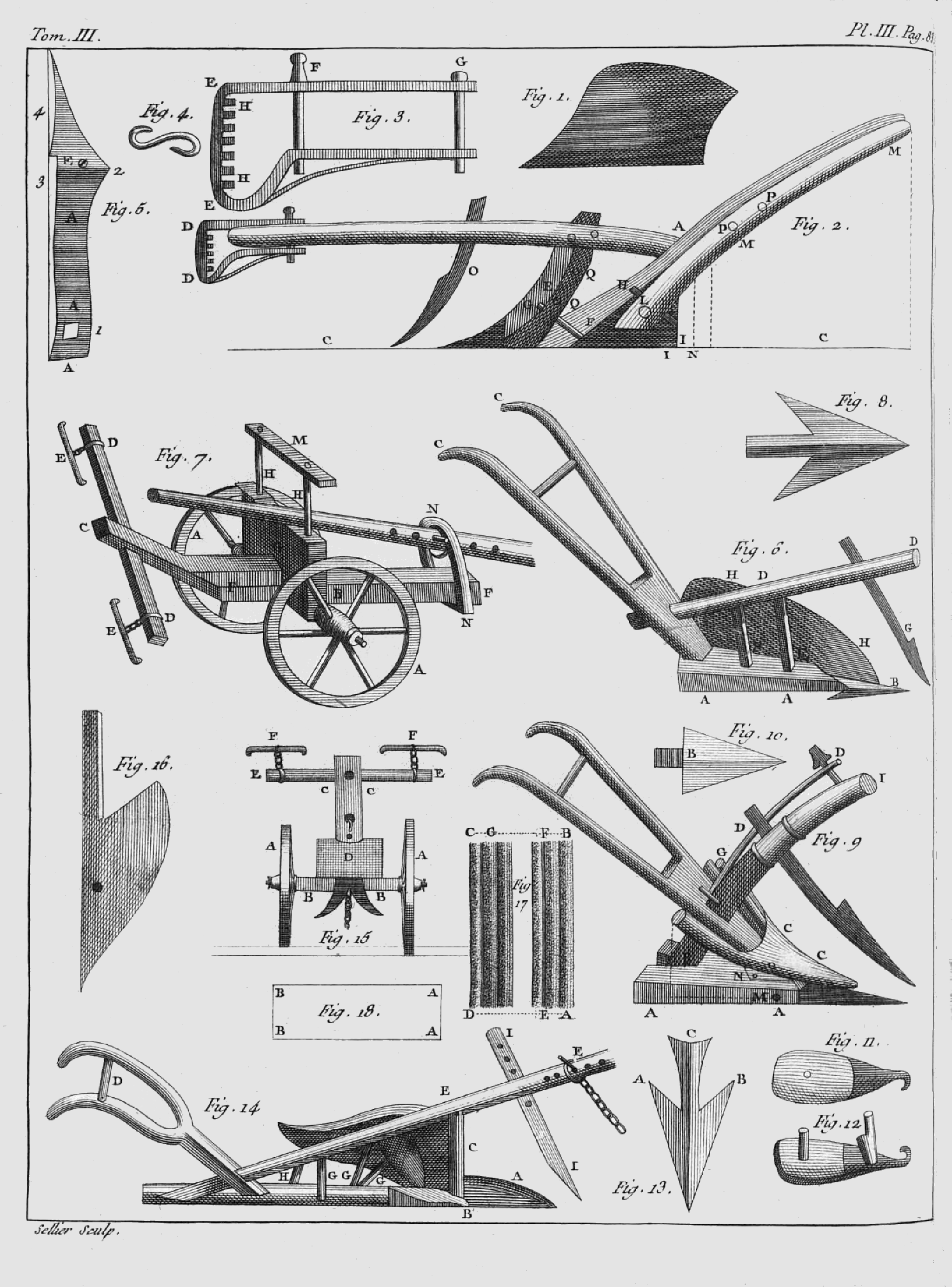
Illustrationer av plogmodeller från 1700-talet, de flesta har en rist framför plogbillen.

Rist är ett knivblad monterat framför plogbill på många äldre plogar. På modernare plogar kan den i stället vara utformad som en cirkelrund skiva.
Risten har till uppgift att vid trädesplöjning skära genom grässvålen för att underlätta plogens vändande av jorden. I äldre tid förekom risten även som separat redskap, och användes då främst vid upptagande av nyodlingar. I Sverige förekommer risten som separat redskap överallt i landet utom i de gammeldanska landskapen.